# Asotana splendida
Asotana splendida is een pissebed uit de familie Cymothoidae. De wetenschappelijke naam van de soort is voor het eerst geldig gepubliceerd in 1937 door Leigh-Sharpe.